# André Tarallo
Pour les articles homonymes, voir Tarallo (homonymie).
André Antoine Charles Napoléon Tarallo, né le 5 avril 1927 à Centuri, en Haute-Corse et mort le 24 avril 2018 à Paris, est un homme d'affaires français qui fut durant près de trente ans le « Monsieur Afrique » de la compagnie pétrolière française Elf.
Il est connu pour être un des protagonistes de l'affaire Elf.

## Biographie
Fils d’un percepteur des impôts, petit-fils de boulanger, André Tarallo est un camarade de promotion de Jacques Chirac à l'ENA en 1957.
Il débute chez Elf en 1967 et devient très vite l’un des hommes de confiance du premier PDG de la société, Pierre Guillaumat. Il est promu directeur Afrique en 1974, au moment du choc pétrolier, parvient à tisser des liens étroits avec des chefs d’État de la région comme Ahmadou Ahidjo (Cameroun), Marien Ngouabi (République du Congo) et Omar Bongo (Gabon), et plus tard certains de leurs successeurs comme Denis Sassou Nguesso, José Eduardo Dos Santos ou Paul Biya. Il est nommé ensuite directeur international en 1978, directeur de l’exploration-production, puis directeur des hydrocarbures, poste qu’il cumule avec ceux de patron des filiales Elf Gabon, Elf Congo et Elf Angola. 
André Tarallo fut durant près de vingt ans le « Monsieur Afrique » d'Elf et un des principaux dirigeants de la société au poste de directeur des affaires générales et directeur général des hydrocarbures. Homme de terrain et d'influence, il connaît personnellement tous les chefs d'État africains, particulièrement le Gabonais Omar Bongo et le Congolais Denis Sassou-Nguesso. Tarallo était en pratique le 3e personnage du groupe Elf, juste derrière le président et le vice-président directeur général. Il est le dirigeant d'un système d'influence et de détournement à grande échelle des recettes pétrolières qui permet à Elf de s'imposer partout dans le golfe de Guinée. Avec Alfred Sirven, il détourne des centaines de millions de francs au profit de la classe politique française, des régimes africains « amis » et de leurs propres comptes bancaires.
Dès son arrivée à Elf, en juin 1989, le président Loïk Le Floch-Prigent veut remplacer André Tarallo par Alfred Sirven au poste clé de directeur général des hydrocarbures (DGHC) de Elf. Officiellement, Tarallo, 62 ans, commence à prendre de l'âge. Toutefois, Tarallo fait de la résistance intelligente[pas clair]. Le Floch-Prigent envisage dans un second temps de désigner Alain Guillon comme successeur de Tarallo, mais celui-ci, arrivé tout récemment à Elf,  ne fait pas l'unanimité parmi les cadres dirigeants du groupe. Finalement, Tarallo propose et obtient la nomination de Frédéric Izoard comme DGHC. Tarallo quitte alors le siège de Elf en 1991 pour s'installer à Genève (1er novembre 1991).
André Tarallo, qui a ouvert un cabinet de consultant, continue toutefois à travailler pour Elf auprès des chefs d’État africains, jusqu’à ce que la justice s'intéresse à lui en juillet 1996.

## Affaire Elf
Proche de réseaux politiques, il fut l'un des principaux bailleurs des fonds secrets mis au jour dans le cadre de l'affaire Elf. Le tribunal a retenu à sa charge l'achat d'une résidence à Paris, la construction d'une villa en Corse, des achats somptuaires, des comptes bancaires en Suisse.
André Tarallo a pour sa part reconnu le rôle des rétro-commissions, le système des abonnements (une sorte de bonus par baril), les comptes en Suisse et au Liechtenstein. Le 27 juin 2000, il reconnaît qu'Elf Aquitaine a alimenté des caisses noires au Liechtenstein, détournant 3 francs pour chaque baril de pétrole acheté, et selon lui un total de 420 millions de francs depuis les années 1970. Il déclare que ce procédé se faisait avec l'aval des présidents français en place.
Condamné à sept ans d'emprisonnement dont quatre ans ferme, et 2 millions d'euros d'amende, le 12 novembre 2003 au terme d’un procès de trois mois et demi, il a été libéré pour raisons de santé après quelques semaines. Sa Légion d'honneur lui est finalement retirée en 2007. En mars de cette même année, André Tarallo n'avait toujours pas payé l'amende de 2 millions d’euros à laquelle il a été condamné. Cette amende sera toutefois réglée durant l'été 2009 grâce au produit de la vente de sa villa en Corse. Il a bénéficié en 2010 d'une remise d'impôt de 6 millions d'euros par décision de l'administration fiscale.

## Divers
En 2007, dans le téléfilm Les Prédateurs son rôle est interprété par Claude Brasseur.
Dans l'ouvrage Mémoires impubliables, publié post-mortem en 2020, Pierre Péan écrit à son sujet : « Il parle d'égal à égal avec les politiques français et avec les chefs d'État africains. Il a un regard détaché sur le monde, dont il connaît les dessous et les travers. Plus que tout, il aime aller au Festival de Bayreuth et à celui d'Orange. »
« Il a une passion pour la philosophie, notamment pour Kant, et semble regretter parfois de ne pas avoir opté pour l'enseignement de cette discipline. Il n'est pas bavard mais il ne pratique pas complètement l'omerta avec moi : il sera pendant de nombreuses années une de mes principales sources et m'aidera beaucoup dans mon enquête sur les "affaires africaines". Personne à l'époque n'aurait pu soupçonner André Tarallo d'avoir été une de mes gorges profondes. »